# Jenna Long
Jenna Long (26 november 1985) is een Amerikaans tennisspeelster.
In 2007 kreeg Long samen met Sara Anundsen een wildcard voor het damesdubbeltoernooi van de US Open. Eerder speelde ze al samen met Anundsen in 2004 en 2005. In 2007 won ze het dubbeltoernooi van Evansville, samen met Anna Lubinsky.